# Margaretengürtel metróállomás
Margaretengürtel egy metróállomás Bécsben a bécsi metró U4-es vonalán, a város 5. kerületében, vagyis Margareten-ben. Szomszédos állomásai Pilgramgasse és Längenfeldgasse. Az állomás kétvágányos, szélsőperonos és felszíni, a Wien folyó medrében található.

## Története
Az állomás 1984-ben épült és  1899-ben nyíl meg a gőzüzemű vasút számára, ami a mai metró elődje volt.  A gőzvasút 1918-ig használta ezt az állomást, amikor is bezárták, majd 1925-ben nyíl meg újra, és akkor már a régi gőzvasút utódja, az elektromos Stadtbahn használta, annak is a GD viszonylata. Az állomást 1980-ban átalakították az U4-es metró számára, azóta a bécsi metróhálózat része.

## Átszállási kapcsolatok
| U4 (Heiligenstadt ↔ Hütteldorf) |                        |                         |
| Állomás                         | Átszállási kapcsolatok | Fontosabb létesítmények |
| Margaretengürtel                | 6, 18                  |                         |

## Galéria

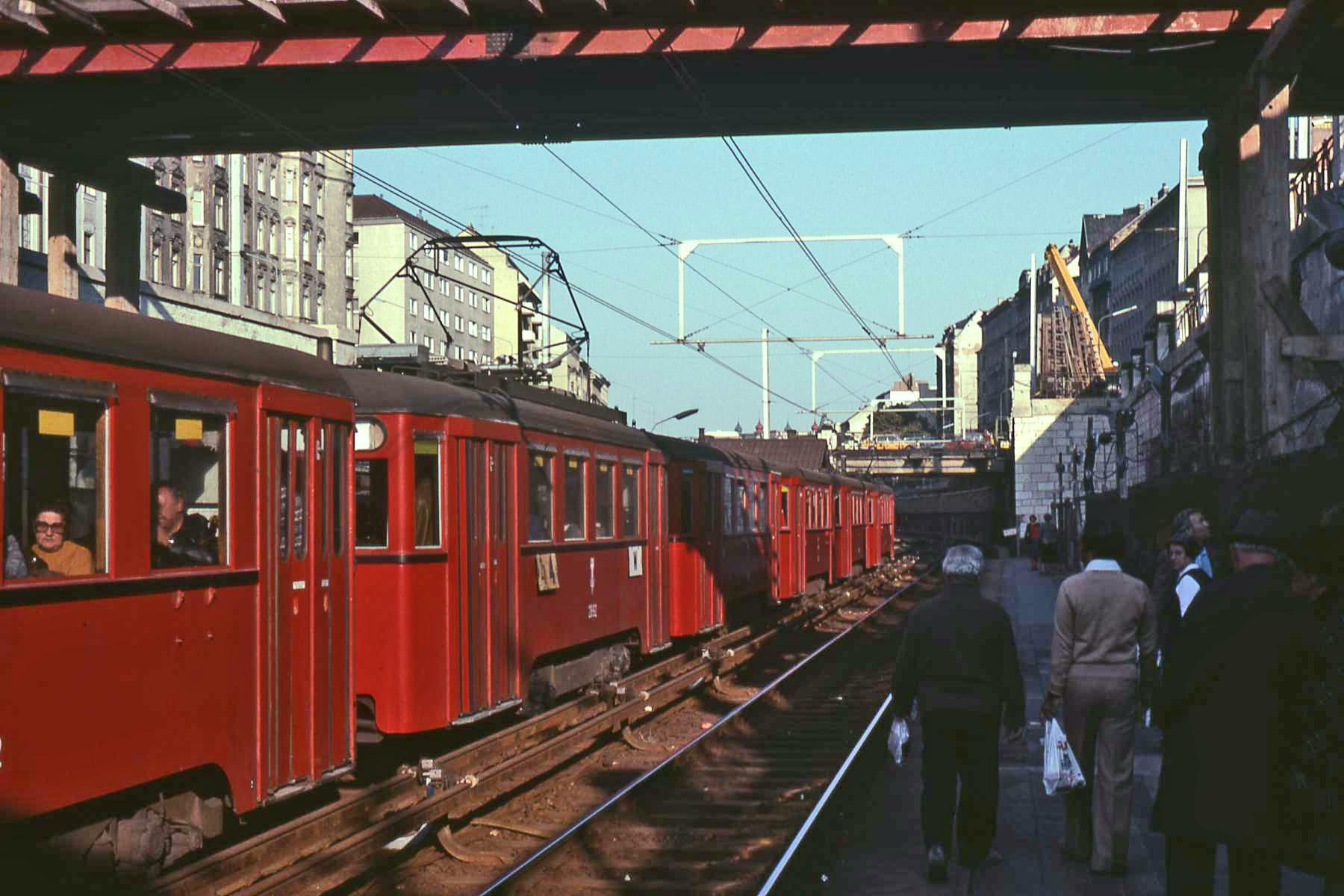
Elektromos Stadtbahn-szerelvény 1979-ben
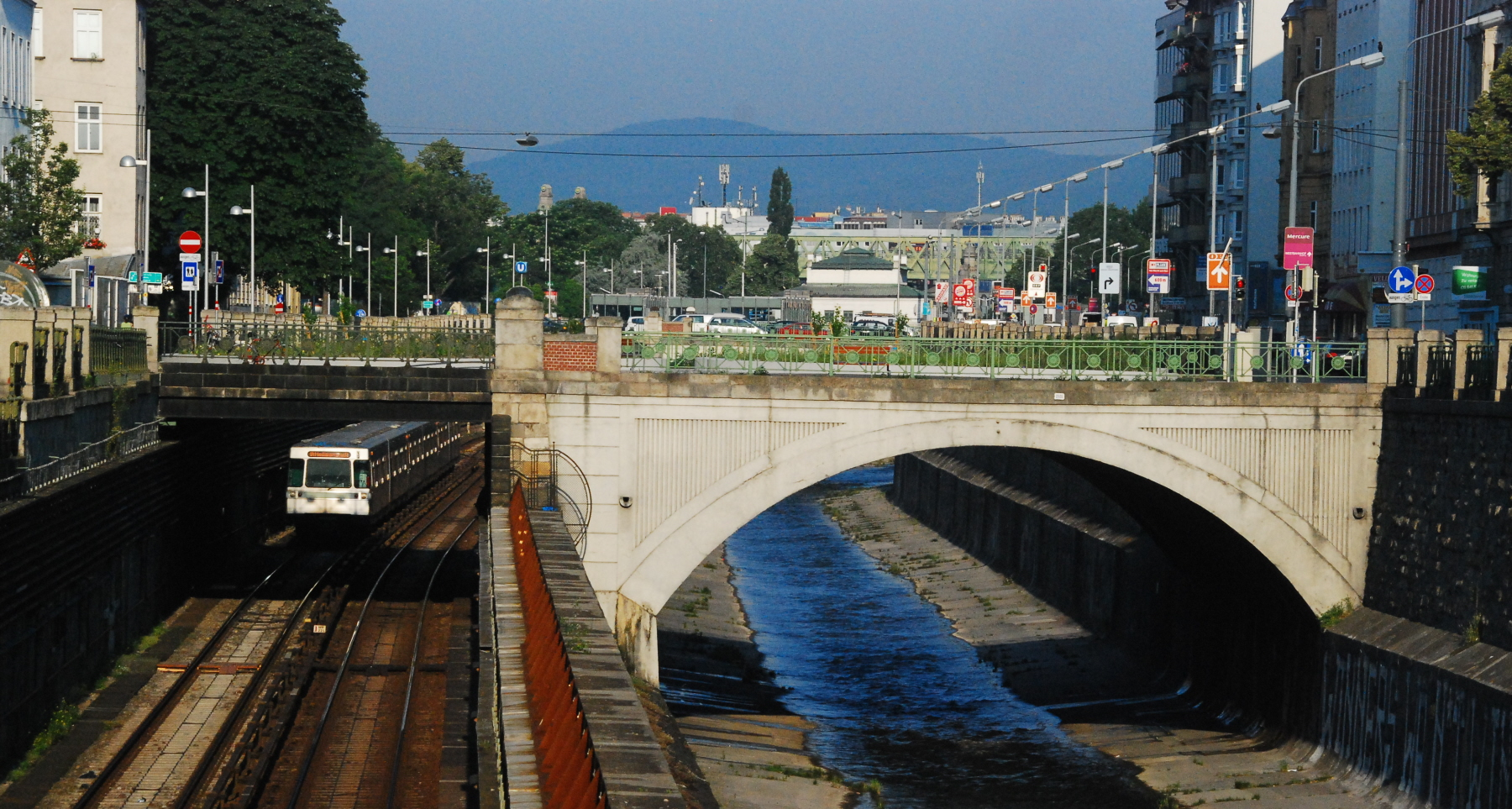
Szerelvény az állomás közelében, mellette a Wien folyó
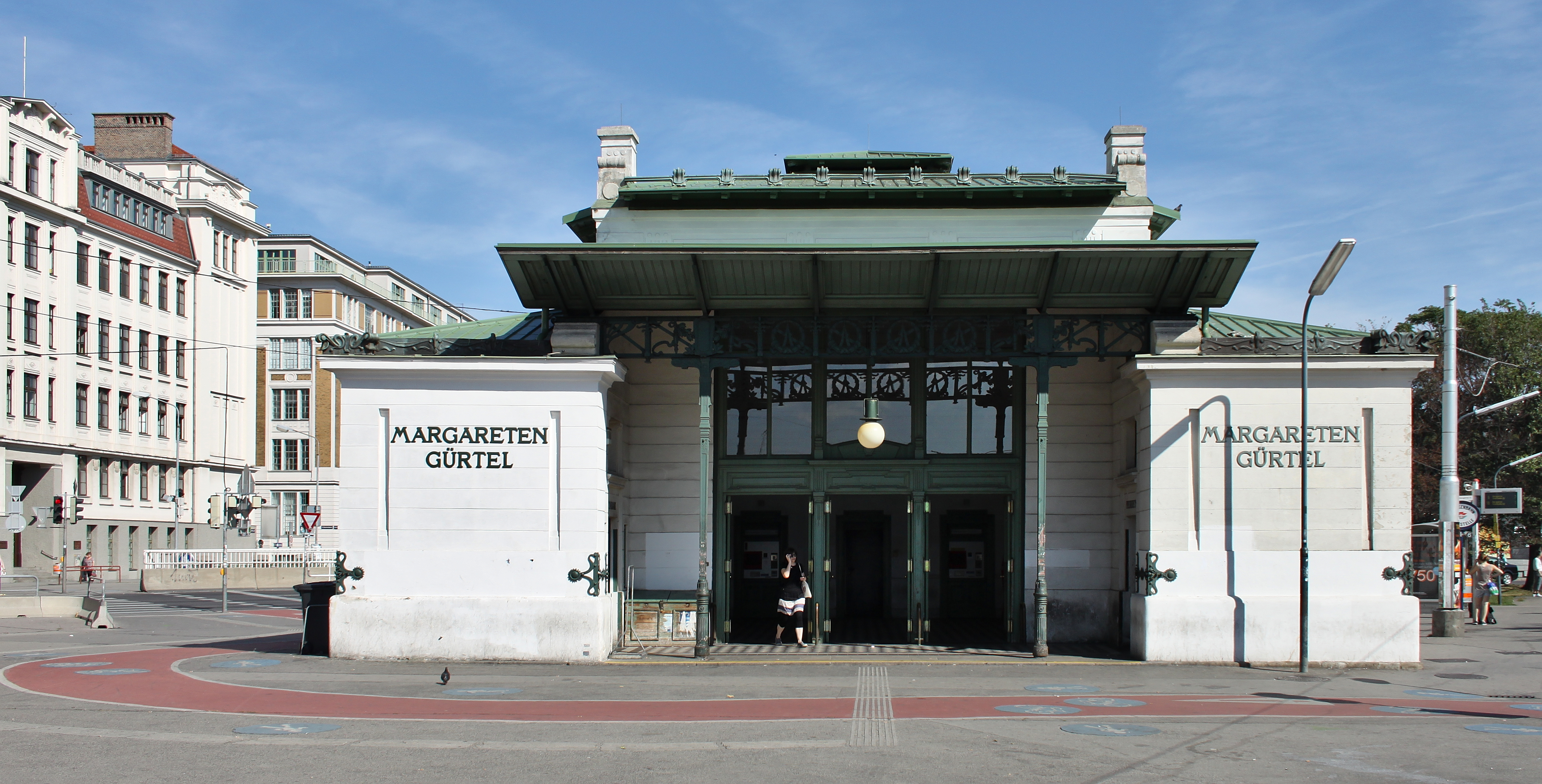
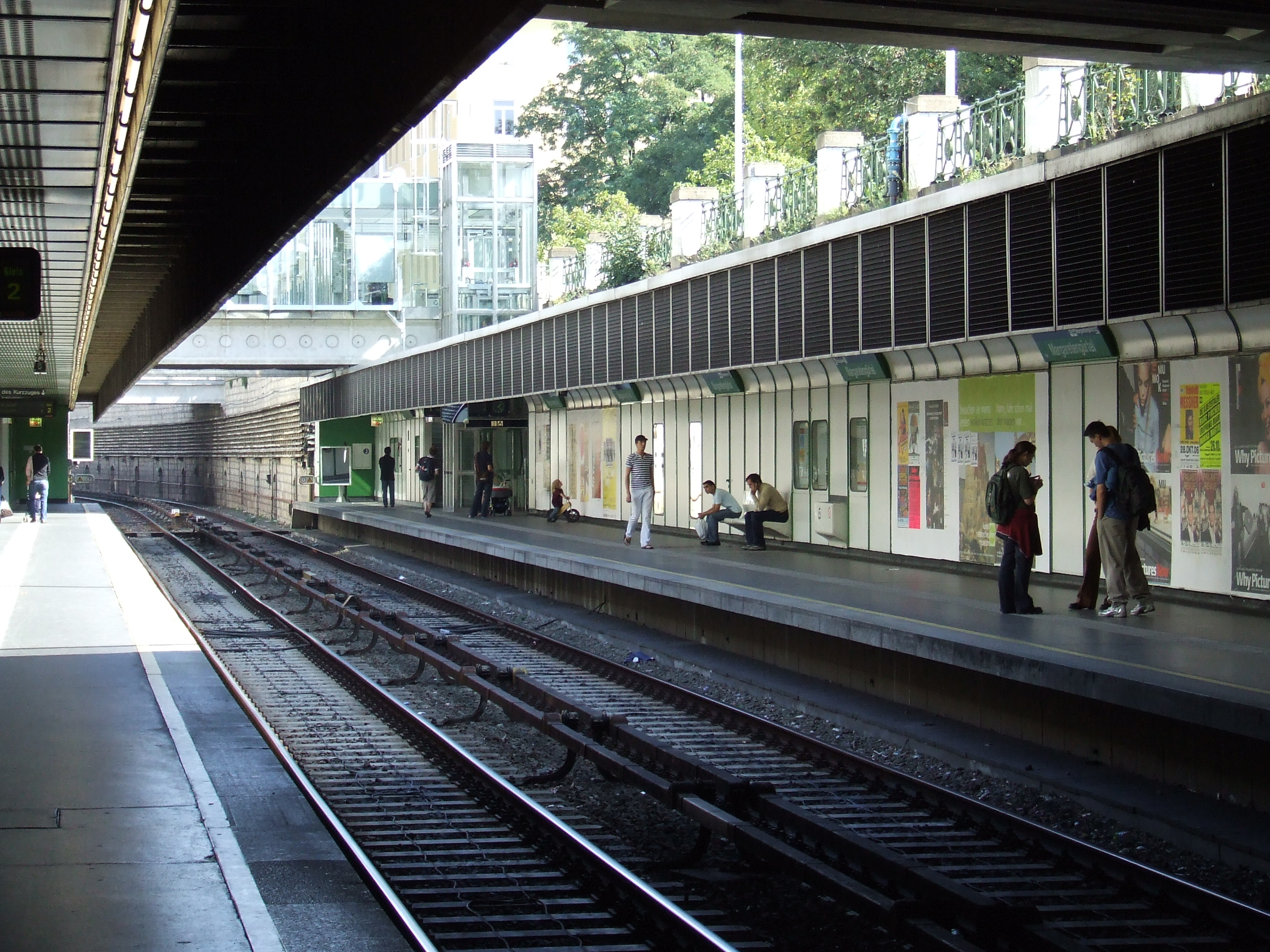
Vágányok